# Port lotniczy Kinmen
Port lotniczy Kinmen (IATA: KNH, ICAO: RCBS) – port lotniczy położony w Kinmen na Tajwanie. Obsługuje wyłącznie połączenia krajowe.

## Linie lotnicze i połączenia
- Mandarin Airlines (Taizhong, Tajpej-Songshan)
- TransAsia Airways (Kaohsiung, Tajpej-Songshan)
- Uni Air (Jiayi, Kaohsiung, Taizhong, Tainan, Tajpej-Songshan)